# Toine van Renterghem
Antoine François Mathieu van Renterghem dit Toine van Renterghem (17 avril 1885 et mort le 1er mars 1967) est un footballeur international néerlandais, qui évoluait au poste d'attaquant.

## Biographie

### Carrière en club
Il passe l'intégralité de sa carrière de joueur au HBS Craeyenhout.

### Carrière en sélection
Il dispute un total de trois matchs en faveur de la sélection néerlandaise. Il fait partie des réservistes de la sélection néerlandaise lors des Jeux olympiques de 1908, compétition lors de laquelle il remporte la médaille de bronze. Il ne dispute aucun match lors du tournoi olympique organisé à Londres.

## Palmarès
Pays-Bas
- Jeux olympiques :
  -  Bronze : 1908.